# Actia Group
Actia Group est un groupe spécialisé dans la fabrication de composants électroniques pour la gestion des systèmes dans les domaines de l'automobile, des télécommunications et de l'énergie. Le groupe compte vingt-quatre implantations dans seize pays. Son siège se situe à Toulouse dans le sud de la France.

## Histoire
En 1986, le département « petite série » de Bendix à Toulouse (en 1985 Renault avait cédé à Bendix les parts détenues dans leur « joint-venture » Renix créée en 1978),, réalise une scission : celui-ci est à l'origine de la société Actia, créée pour cette reprise par MM. Calmels, Chabrerie et Pech. Leurs familles sont toujours actionnaires majoritaires. Un des premiers produits commercialisés par cette société est un équipement de diagnostic électronique, le premier du genre, destiné au diagnostic des modèles de Renault : le XR25. 
La société Actia poursuit son développement avec deux activités : d'une part, le diagnostic électronique des voitures de marques Renault, puis Peugeot et Citroën,, et d'autre part les systèmes électroniques embarqués pour les véhicules commerciaux et industriels. 
En 1992, une nouvelle structure associant les filiales Actia, Alcyon,,, (site d'E.M.S situé près de Toulouse) et Sodielec (spécialisée dans les télécommunications par satellites) voit le jour sous le nom d'Actielec. 
En 1993, Actia acquiert la société allemande d'électronique automobile I+Me spécialisée dans les bus CAN dont elle est un des deux spécialistes mondiaux. 
En 2000, Actielec fusionne avec Mors, qui l'absorbe par reverse merging, pour créer Actielec Technologies prolongeant ainsi une histoire fortement associée à l'automobile. En 1896, la première voiture Mors était sortie de l'usine parisienne et allait participer à de grandes compétitions automobiles face à des Panhard et Levassor et autres voitures françaises et étrangères. Mors gagna la course Paris / Toulouse en 1900 et Paris / Berlin en 1901. En 1908, la société Mors fit appel à un ingénieur du nom d'André Citroën comme administrateur et directeur, et lui cèdera en 1919 son activité automobile. Mors se recentrera par la suite sur son activité première - la signalisation électrique des réseaux ferroviaires. 
En 2003, Actia s'enrichit d'une autre histoire fortement liée à l'automobile, celle de Muller Bem. Cette année-là en effet, Actia se porte acquéreur de la société Muller Bem et crée Actia Muller services,, qui deviendra Actia Muller en 2007. L'histoire de Muller Bem commence en 1919 lorsque Marcel Muller crée une première société de vente d'outillages avec sa prime de démobilisation. Cette société se développe rapidement avec l'essor de l'automobile et les premiers équipements de contrôle - liaison au sol, bancs de freinage… - font leur apparition dans les années 40. Le virage du contrôle technique est pris avec le lancement en 1987 du fameux Bilanmatic qui connaît un succès sans précédent lorsque le contrôle technique devient obligatoire le 1er janvier 1992. Actia Muller poursuit la commercialisation du Bilanmatic avec une nouvelle génération commercialisée depuis 2011. 
Actielec Technologies, société cotée au second marché à la Bourse de Paris, depuis la fusion acquisition Actielec - Mors, devient Actia Group en 2008, Actia S.A. constituant le cœur de son activité automobile. 

## Principaux actionnaires
Au 3 juin 2025:
| LP2C SA                        | 50,14% |
| Gestineg H                     | 6,08%  |
| Thrum (famille)                | 5,83%  |
| SGPFEC                         | 5,16%  |
| Raphael Alphonse Motte         | 4,95%  |
| OFI Invest Asset Management SA | 1,73%  |
| Inocap Gestion                 | 1,39%  |
| Financière de l'Échiquier SA   | 0,52%  |
| Tocqueville Finance SA         | 0,16%  |
| Actia Group                    | 0,06%  |

## Un groupe présent dans les télécommunications
En 1989, prévoyant le futur des véhicules communicants, Actia acquiert la société Sodielec (ex Dateno), spécialisée en télécommunications par satellites et crée la branche Télécommunications qui représente aujourd'hui environ 10 % du Chiffre d'Affaires d'Actia Group. En 2000, lors de la fusion avec Mors, Sodielec intègre les activités télécommunications de Mors, et en 2001, une dernière société qui conçoit des systèmes émetteurs de télévision analogique et numérique, la société Ebim, rejoint Sodielec,.
Aujourd'hui, Actia Sodielec (devenue Actia Telecom en 2014) est reconnue comme un spécialiste des télécommunications militaires et, en partenariat avec Astrium, s'est vu confier par la direction générale de l'Armement (DGA) le contrat Comcept pour une durée de 17 ans : Comcept est un programme de communication militaire par satellite.

## Du composant aux systèmes électroniques complexes

### La production de cartes électroniques
En 1988, le site de production Alcyon Production Système, situé à Toulouse, à proximité du site industriel d'Airbus, rejoint le groupe Actia. Spécialisé dans la fabrication de cartes et systèmes électroniques, cette usine d'E.M.S (Electronics Manufacturing Services) se développe sur des productions en petites et moyennes séries pour les secteurs de l'électronique professionnelle et industrielle et plus particulièrement pour les marchés de l'aéronautique, du ferroviaire, de la santé ou de la domotique. 
Ce site industriel fabrique et intègre par exemple les cartes électroniques du système de traction de la voiture électrique qui équipe le système de location Autolib de la ville de Paris,. 
La capacité et la technicité de production électronique d'Actia Group augmentent en 1997 avec l'acquisition de l'usine Cipi en Tunisie et la création d'Actia Tunisie en 2008. Ce site est plus particulièrement destiné à la production en grande série notamment pour l'automobile.

### La recherche et développement
Avec un investissement annuel de 12 à 14 % du chiffre d'affaires en recherche et développement et un effectif de plus de 500 ingénieurs dans le monde, Actia Group s'associe à différents laboratoires tels que le LAAS de Toulouse (Laboratoire d'Analyse et d'Architecture des Systèmes) ou l'IRIT (Institut de Recherche en Informatique de Toulouse) pour développer des systèmes innovants,,. Autodiag, un laboratoire commun Actia/LAAS/IRIT, a été créé sur le sujet afin de faciliter le travail des garagistes face à la complexité croissante de l'électronique des véhicules,,,,. 
Aux côtés d'industriels tels que Airbus, EADS, Liebherr, Safran, Thales, Zodiac Aerospace, d'une cinquantaine de PME et de fondateurs académiques (CNES, CNRS, PRES Bordeaux et PRES Toulouse), Actia participe à la fondation de l'Institut de Recherche Technologique Aéronautique, Espace et Systèmes Embarqués (IRT Saint-Exupéry). 
De plus, les filiales Actia spécialisées par produits ou technologies participent pour la plupart à des développements de produits en fonction de leurs compétences en réseau et de leur proximité avec des clients locaux. 
Ce dispositif a été complété par la création d'Ardia en 2005.

### La stratégie
Elle est basée sur : 
- L'innovation, tant dans le développement de produits nouveaux que dans la mise au point de procédés de production performants[38],[39].
- L'international, avec une présence par des filiales dans 15 pays et des représentants dans plus de 140 pays.
- L'industrie, par la volonté du groupe de réaliser dans ses usines la production de ses produits et d'ouvrir ses sites de production à d'autres clients, comme E.M.S (Electronics Manufacturing Services).

### Montée dans la chaîne de la valeur
Actia Group fournit des ensembles électroniques de haute technologie, se rapproche de ses clients finaux et se diversifie dans des domaines à plus haute valeur ajoutée. 

#### Dans le domaine des véhicules
Le groupe conçoit et produit des systèmes électroniques complets pour : 
- Les constructeurs, autour des technologies-clés que sont la télématique, l'architecture électrique électronique multiplexée des véhicules (Multibus puis Acti-Mux Acti-Ways)[40], le diagnostic (Actidiag, Multi-Diag[41]), l'électronique de puissance (Power Train Autolib[26],[27], etc.) et l'infodivertissement.
- Les flottes de véhicules[42], par des applications spécifiques au-delà de la simple géolocalisation (écoconduite[42] ou gestion sociale par le chronotachygraphe[43]) en Europe (Strasbourg, Norbert Dentressangle, etc.) et au Mexique.

#### Dans l'aéronautique, le ferroviaire, les télécommunications
Le Groupe conçoit et/ou produit des systèmes électroniques (électronique de puissance, diagnostic, information passager, infotainment, etc.) en tant que concepteur ou E.M.S (Electronics Manufacturing Services) pour des clients, grands comptes ou PME. 

#### Dans le domaine de la santé
Le Groupe conçoit et/ou fabrique des sous-ensembles à destination des fabricants de dispositifs médicaux. Les technologies clés sur ce domaine sont très proches de celles de l'Automotive : télématique, interface homme-machine, production de systèmes critiques. 
Le groupe est également présent dans l'électronique pour l'industrie et la domotique

## Le groupe Actia en quelques dates
- 2024 : Le groupe ACTIA procède à une restructuration.
- 2018 : Le groupe ACTIA est coté sur Euronext Paris compartiment B.
- 2015 : Fusion ACTIA MULLER avec sa maison mère ACTIA AUTOMOTIVE
- 2014 : La division Telecom ACTIA SODIELEC est renommée et devient ACTIA Telecom.
- 2008 : ACTIELEC TECHNOLOGIES change de nom et devient ACTIA Group.
- 2000 : ACTIELEC et Mors fusionnent pour donner naissance au groupe ACTIELEC TECHNOLOGIES. Le nouvel ensemble est coté à la Bourse de Paris.
- 1989 : Le groupe se diversifie dans les Télécoms, par l'acquisition de la société SODIELEC, et devient le groupe ACTIELEC en 1992.
- 1988 : ACTIA acquiert ALCYON, son unité de production. De son côté, Allied Signal est repris par Siemens.
- 1986 : Bendix Electronics est repris par Allied Signal, qui vend le département "Produits Spéciaux". Ce département devient la société ACTIA.
- 1985 : Renault cède l'intégralité de ses parts de Renix à Bendix Electronics.
- 1980 : Création du département « Produits Spéciaux » au sein de la filiale Renix.
- 1978 : Création de Renix, filiale commune de Renault (51%) et Bendix (49%).
- 1851 : Naissance de la Maison Mirand, fondation de la société Mors.

## Historique des créations ou acquisitions
- 2024 : La division Actia Telecom ce divise et devient ACTIA Energy, ACTIA Railway & ACTIA AEROSPACE
- 2019 : Création d'ACTIA Japan
- 2018 : Création d'ACTIA Electronics - Site de production électronique implanté à Détroit (US)
- 2018 : Création d'ACTIA Africa
- 2017 : Acquisition de la société market-IP en Belgique, aujourd'hui ACTIA Telematics Services
- 2015 : Fusion d’ACTIA MULLER par ACTIA AUTOMOTIVE
- 2014 : La division Telecom d’Actia change de dénomination pour devenir ACTIA TELECOM.
- 2008 : ACTIELEC technologies change de dénomination sociale pour devenir ACTIA GROUP.
- 2008 : ACTIA Tunisie.
- 2005 : ARDIA - Tunisie, aujourd'hui ACTIA Engineering Services
- 2004 : NIRA Components A.B. aujourd'hui ACTIA Nordic - Suède.
- 2003 : ACTIA Shanghai - Chine.
- 2002 : ACTIA India - Inde.
- 2001 : ACTIA Polska (Pologne) et EBIM S.A. (France).
- 2000 : fusion ACTIELEC S.A. et MORS S.A. (société cotée) pour créer ACTIELEC technologies.
- 2000 : ACTIA Nl (Pays-Bas).
- 2000 : Advanced Technology Inc. devenue ACTIA Corp. - U.S.A.
- 2000 : ACTIA Italia (Italie).
- 1997 : ACTIA Do Brasil - Brésil et CIPI, aujourd'hui CIPI ACTIA - Tunisie.
- 1996 : ATON Systèmes aujourd'hui ACTIA PCs - France.
- 1994 : DATENO S.A. (France).
- 1994 : ACTIA INC (U.S.A.).
- 1993 : I+Me aujourd'hui ACTIA I+Me - Allemagne.
- 1993 : ACVIBUS aujourd'hui ACTIA de Mexico - Mexique).
- 1992 : ATAL aujourd'hui ACTIA CZ - République Tchèque.
- 1992 : VIDEO BUS aujourd'hui ACTIA Systems - Espagne.
- 1991 : TEKHNE devenue ACTIA Muller UK - Royaume-Uni.
- 1990 : AIXIA aujourd'hui ACTIA 3E - France.
- 1989 : MEIGA devenue ACTIA Muller en 2003 après l'acquisition de Muller Bem.